# Спутник-7-1
Спутник-7-1 — восьмой космический аппарат серии «Спутник», Прототип (без №, авария РН) корабля-спутника Восток, который использовался для первого космического полёта человека. Был запущен 22 декабря 1960 года с подопытными животными на борту — собаками Комета и Шутка.

## Экипаж
Собаки Комета и Шутка (они же Жулька и Альфа, они же Жулька и Жемчужина), мыши, крысы и другая мелкая живность.

## Детали полёта и поисков
О происходивших после аварийной посадки КС в Эвенкии событиях ныне известно лишь благодаря опубликованным воспоминаниям одного из соратников Сергея Павловича Королева, конструктора ракетной и космической техники — Арвида Владимировича Палло. Затем эти воспоминания использовали в своих мемуарах заместитель С. П. Королёва академик Б. Е. Черток и ведущий конструктор кораблей-спутников «Восток» О. Г. Ивановский.
Московский журналист Александр Локтев опубликовал эти воспоминания в журнале «Вестник» № 18 и 19 за 1999 год в публикациях «Четыре встречи с А. В. Палло».
В начале участка третьей ступени отказал двигатель. Система управления выдала команду на отделение корабля, и спускаемый аппарат по расчётам баллистиков следовало искать в Якутии. Не было известно, что произошло с собаками, система катапультирования должна была выбросить их прямо в тайгу. Госкомиссия отправила в Якутию поисковую группу. Предстояло найти в безлюдной Якутии при −40 °С остатки космического корабля. Вскоре поисковые вертолёты обнаружили недалеко от посёлка Тура в Эвенкии цветные парашюты.
Из-за разрушения газогенератора двигательной установки третьей ступени ракеты-носителя на 425-й секунде полёта и аварийного выключения двигателя на 432-й секунде корабль-спутник «Восток» экспериментальной серии 1К на орбиту не вышел. На высоте 214 км спускаемый аппарат корабля аварийно отделился и нормально приземлился в 65 км юго-западнее Туры. Место приземления находится между речками Огнэктэ (эвенкийский — пересыхающая речка) и Юктэкэн (эвенкийский — ключик) в точке с координатами 63°42′ с. ш. 99°50′ в. д.. Собаки, совершившие суборбитальный космический полёт, остались в спускаемом аппарате из-за отказа катапульты.
Спускаемый аппарат лежал невредимый. Катапульта не выбросила контейнер с собаками из спускаемого аппарата. Этот случайный отказ спас жизнь собакам — внутри защищённого теплоизоляцией СА они себя отлично чувствовали, несмотря на четырёхдневное ожидание при сорокаградусном морозе. Собаки были извлечены, завёрнуты в тулуп и срочно отправлены в Москву как самый ценный груз.

## Отражение в культуре
События, связанные с запуском корабля, положен в основу сюжета фильма «Корабль пришельцев».